# نشان افتخار شایستگی در فرهنگ لهستان

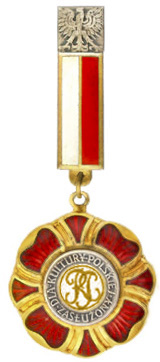
شایستگی در فرهنگ لهستان

نشان افتخار شایستگی در فرهنگ لهستان (لهستانی: Odznaka Honorowa "Zasłużony dla Kultury Polskiej") یک نشان افتخار در هنر و فرهنگ است که توسط «وزارت فرهنگ و میراث ملی» لهستان به افراد و سازمان‌ها برای کمک‌های برجسته به فرهنگ و میراث لهستان اهدا می‌شود. این جایزه در ۱۱ اوت ۱۹۶۹ تصویب و برقرار شد.